# 닉 에번스
니컬러스 레지롤드 에반스(Nicholas Reginald Evans, 1986년 1월 30일 ~ )는 미국의 전 야구 선수이자, 현 메이저 리그 애리조나 다이아몬드백스의 마이너 타격코치이다.

## 미국 프로야구 시절
2008년 뉴욕 메츠에 입단하였다. 메이저 리그 통산 성적은 177경기에 출전해 2할대 타율, 10홈런, 53타점이었다. 마이너 리그에서는 통산 1061경기에 출장해 타율 2할8푼3리, 156홈런, 640타점을 기록했다. 2015년에는 애리조나 산하 트리플A 리노 에이시스에서 활동하며 139경기에 출전해 타율 3할1푼, 17홈런, 94타점을 기록했다.

## 한국 프로야구 시절

### 두산 베어스시절
2016년에 데이빈슨 로메로를 대체할 야수로 영입되었다. 시즌 초반 타율 0.164, 1홈런, 5타점으로 부진했으나 2군에 다녀온 후 연속 안타를 때리는 등 좋은 성적을 기록했다. 5월 19일 KIA전에서 비거리 130m 짜리 홈런, 20일 롯데전에서 비거리 120m짜리 홈런을 치는 등 장타력이 꾸준히 향상됐으며, 6월 7일 kt전에서 홈런을 치며 KBO 리그 데뷔 첫 해에 두 자릿수 홈런을 기록했다. 2016년 시즌 118경기에 출전해 타율 0.308, 24홈런, 81타점을 기록했고, 2016년 한국시리즈에서도 16타수 7안타, 1타점을 기록하며 우승에 공헌하였다. 시즌 후, 68만 달러에 재계약을 체결하면서 2017년에도 두산 베어스에서 선수생활을 하게 되었다.

## 야구선수 은퇴 후
2019년에 애리조나 다이아몬드백스 산하 A Adv.팀인 바살리아 로하이드(Visalia Rawhide)의 코치로 있다가 2020년에는 루키 팀인 AZL.다이아몬드백스의 감독을 맡았다. 다만 코로나로 인해 마이너리그는 취소되었다.
2021년에는 다이아몬드백스 산하 AA팀 아마릴로 소드 푸들스의 수비 코치로 부임하였다.
2022년을 앞두고 다이아몬드백스 산하 AAA팀 리노 에이시스의 타격 코치가 되었다. 시즌 후 재계약 불가 통보를 받고 퇴단했다.

## 별명
- 이름 때문에 '빤스'라고 불렸다.